# یاسر تبارا
یاسر تبارا عضو هیئت اجرایی شورای سوری آمریکایی، وکیل بین‌المللی در زمینهٔ حقوق بشر و حامی حقوق مردمان عرب و مسلمان آمریکایی و از فعالین سیاسی سوریه است. تبارا تاکنون برای ورود اصلاحات آکادمیک به سوریه تلاش‌های فراوانی کرده‌است. در جریان خیزش سوریه ۲۰۱۲-۲۰۱۱ او به جمع معترضان دولت بشار اسد پیوست. هم‌اکنون یاسر تبارا سخنگوی شورای ملی سوریه، از گروه‌های اصلی اپوزیسیون سوریه است. تبارا کیفرخواستی به منظور تعقیب دولت بشار اسد به اتهام ارتکاب جنایات علیه بشریت تنظیم و به دادگاه بین‌المللی لاهه تقدیم کرده‌است. هم‌چنین او در نامه‌ای به شورای امنیت سازمان ملل متحد خواستار کمک و اقدامات اضطراری این رکن برای حل بحران سوریه شده‌است.